# برنامج أبحاث علم الأعصاب
برنامج أبحاث العلوم العصبية ( اختصارًا NRP) هي منظمة دولية مشتركة بين الجامعات تأسست خلال عام 1962 من قبل فرانسيس أوتو شميت وآخرين، والتي شكلت لحظة رئيسية في تأسيس علم الأعصاب كتخصُص.
كان النشاط الأساسي لبرنامج NRP هو إقامة روابط بين العلوم العصبية والسلوكية. كانت مجالات الاهتمام الرئيسية الثلاثة للبرنامج هي البيولوجيا الجزيئية والجهاز العصبي وعلم النفس. بتمويل من المنح الفيدرالية من حكومة الولايات المتحدة الأمريكية، وبرعاية إضافية من معهد ماساتشوستس للتكنولوجيا، كان مقر البرنامج في الأكاديمية الأمريكية للفنون والعلوم ومقرها بوسطن هاوس.
```
==المراجع==
```

1. ↑  Article - announcing the death of F.O.Schmitt published October 4, 1995 by معهد ماساتشوستس للتكنولوجيا [Retrieved 2015-06-27] "نسخة مؤرشفة". مؤرشف من الأصل في 2016-03-17. اطلع عليه بتاريخ 2021-04-02.{{استشهاد ويب}}:  صيانة الاستشهاد: BOT: original URL status unknown (link)
2. ↑  Francis Otto Schmitt (1990). The Never-ceasing Search. American Philosophical Society. ISBN:9780871691880. مؤرشف من الأصل في 2021-04-02. اطلع عليه بتاريخ 2015-06-28.(3 core areas - p.228, Whither & six work sessions + conferences - p.233, primary activity & ISP's triennually - p.234)